# Place Barclay
 (juillet 2025).
Si vous disposez d'ouvrages ou d'articles de référence ou si vous connaissez des sites web de qualité traitant du thème abordé ici, merci de compléter l'article en donnant les références utiles à sa vérifiabilité et en les liant à la section « Notes et références ».
La place Barclay (estonien : Barclay plats) est une place du quartier Kesklinn de Tartu en Estonie.

## Présentation
La place Barclay est située au centre-ville de Tartu entre les rues Ülikooli tänav, Vallikraavi tänav et Küün tänav. Le mémorial Barclay de Tolly est situé sur la place.
Le 11 novembre 1849, le mémorial en l'honneur du maréchal Michael Andreas Barclay de Tolly (1761—1818) a été inauguré. Pendant près de vingt ans, il y avait une couverture pavée autour du monument, en 1868 l'aménagement paysager a commencé sur la place. 
Plus tard, le monument a été entouré d'une clôture et des buissons ont été plantés sur son bord intérieur, et des arbres plus grands ont été plantés au milieu de la place. Une partie de la place est restée vide. En 1879, de nouveaux arbres ont été plantés, des pelouses ont été aménagées et des bancs de parc ont été installés.
En 1929, l'aménagement paysager de la place est rénové et un parterre de fleurs est planté autour de la statue.
En 1999, de l'herbe a été semée sur la place et une fontaine a été construite par Arnold Matteus. Les sentiers de la place ont été recouverts de pierre en 2000.

## Monuments
L'hôtel Barclay est situé à côté de la place Barclay en bordure de l’Ülikooli tänav.
La maison de Barclay de Tolly est située à proximité de la place.

## Galerie

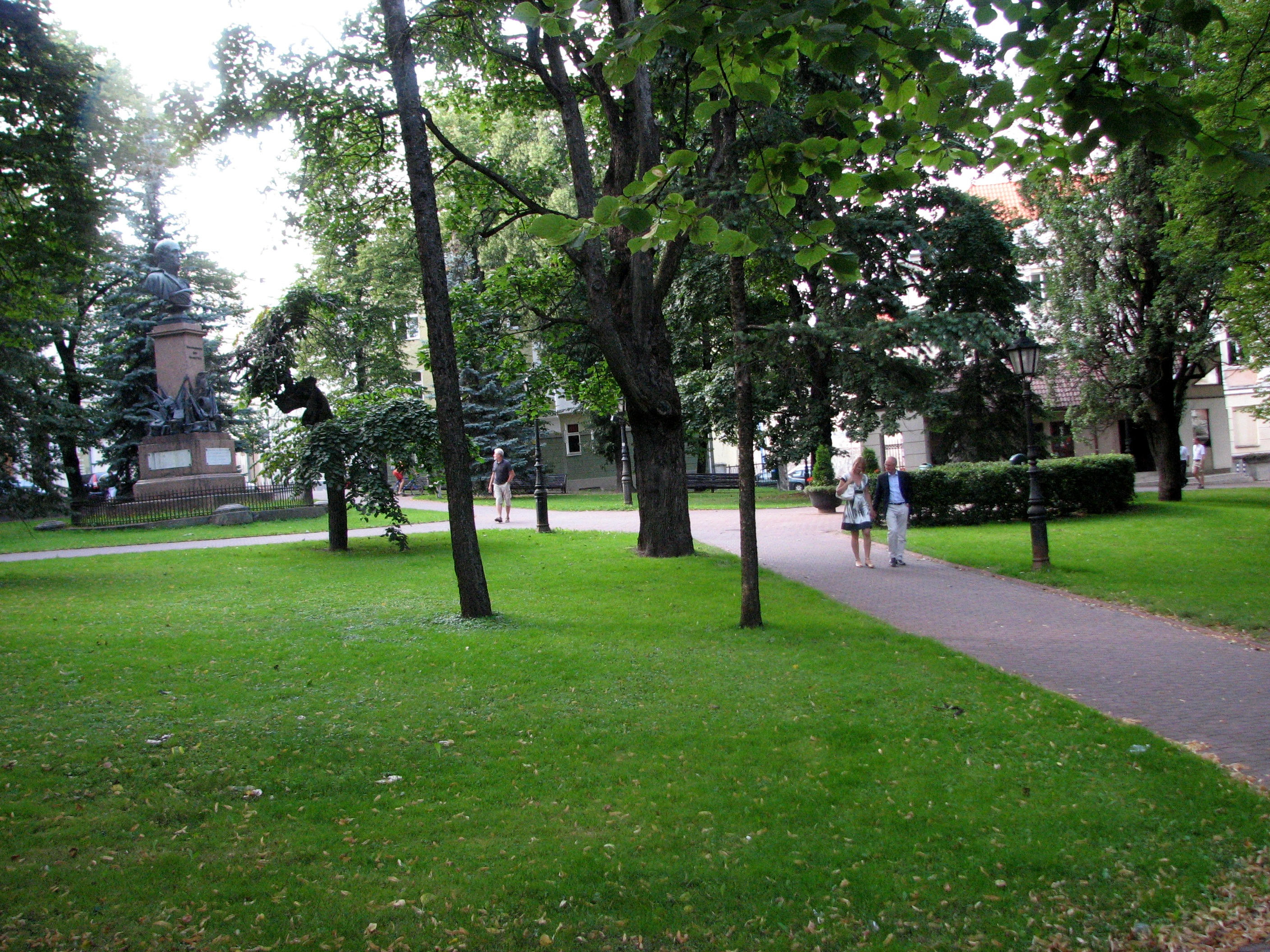
La place Barclay en 2007.
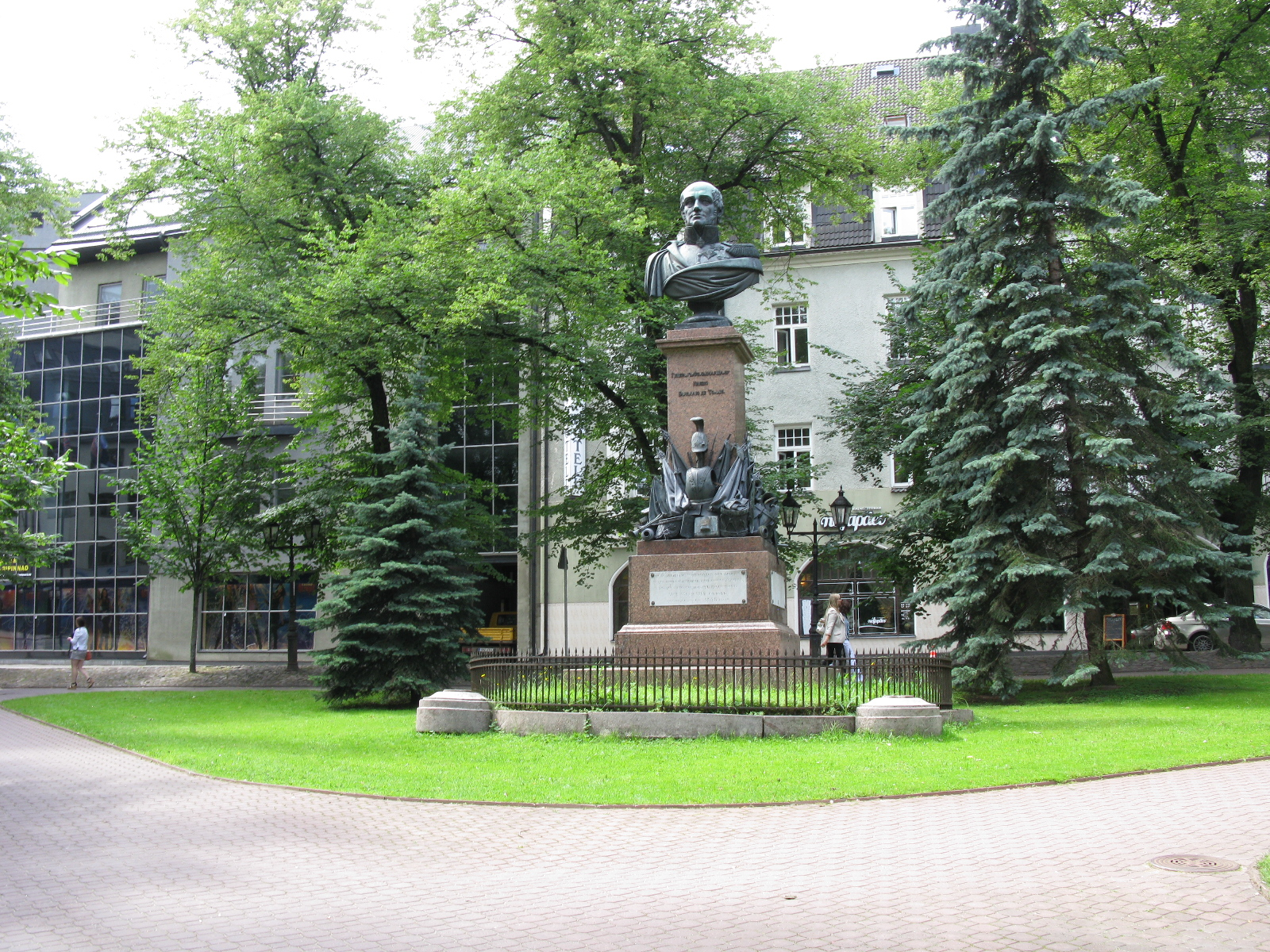
La place Barclay en 2012.
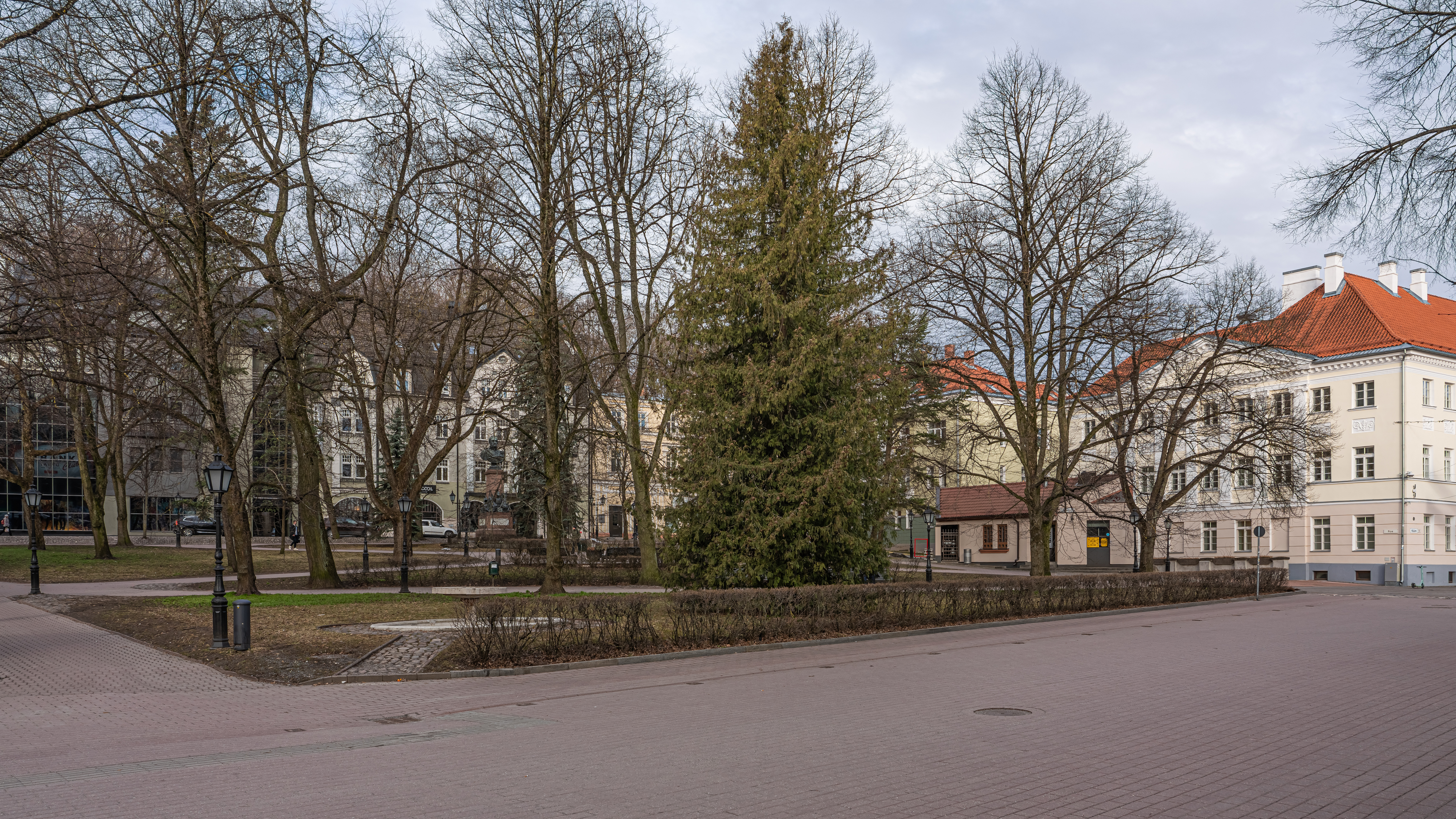
La place Barclay en 2022.
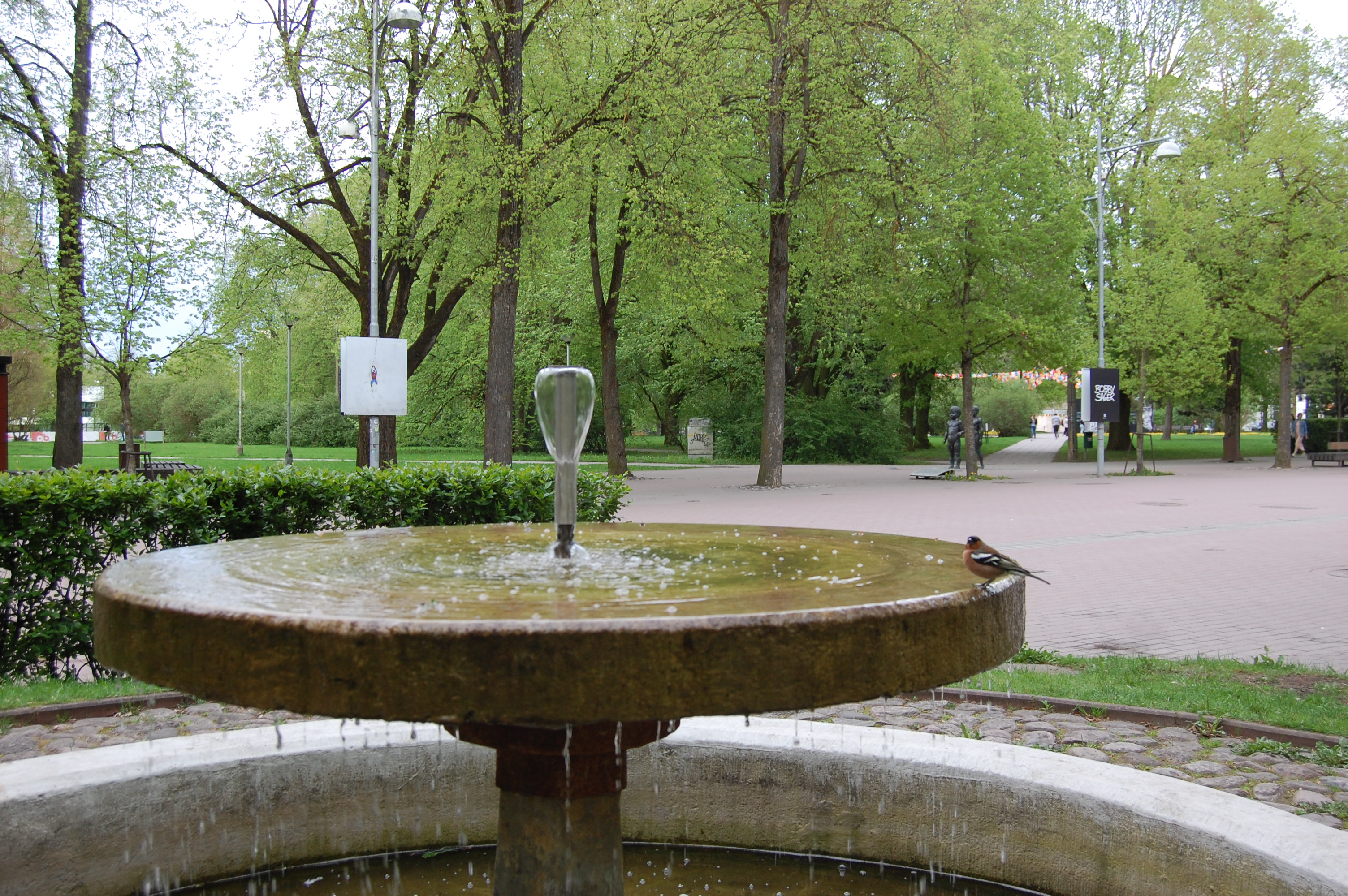
La fontaine de Matteus en 2021. Le Keskpark en arrière-plan